# تفاعل تشيشيبابين
تفاعل تشيشيبابين هو تفاعل كيميائي لتحضير مشتقات 2-أمينو البيريدين وذلك من مفاعلة مشتقات البيريدين مع أميد الصوديوم. ينسب التفاعل إلى الكيميائي أليكسي تشيشيبابين الذي طوره سنة 1914.

## آلية التفاعل
تتم آلية التفاعل وفق ما يلي:

وهي تصنف كيميائياً من تفاعلات الإضافة والحذف، والتي تتم عبر تشكيل معقد مايزنهايمر الوسطي (ناتج إضافة σ). يستخدم تشكل معقد مايزنهايمر ذي اللون الأحمر مؤشراً على سير التفاعل، وذلك بالإضافة إلى انطلاق غاز الهيدروجين. يتوفر أميد الصوديوم من ضمن الكواشف الكيميائية، ولكن ينبغي أخذ الحيطة والحذر عند التعامل به.

## اقرأ أيضاً
- اصطناع تشيشيبابين للبيريدين